# Лемдяйський Майдан
Лемдя́йський Майда́н (рос. Лемдяйский Майдан, ерз. Лемдяйский Майдан) — село у складі Старошайговського району Мордовії, Росія. Входить до складу Новофедоровського сільського поселення.
Населення — 36 осіб (2010; 88 у 2002).
Національний склад (станом на 2002 рік):
- росіяни — 97 %